# ماريا الجميلة
ماريا الجميلة (بالإسبانية: María Bonita)، مسلسل تيلينوفيلا كولومبي. عرض على قناة تيليموندو في 3 أبريل، 1995 حتى 5 يناير، 1996. بطولة أديلا نوريغا، فيرناندو أليندي وخوليو سيزار.

## وصلات خارجية
- ماريا الجميلة على موقع IMDb (الإنجليزية)
- ماريا الجميلة على موقع كينوبويسك (الروسية)
- ماريا الجميلة على موقع قاعدة بيانات الفيلم (الإنجليزية)